# Antwerp International Golf & Country Club Rinkven
Rinkven International Golf is een Belgische golfclub in Schilde, in de provincie Antwerpen. Rinkven is aangesloten bij de Koninklijke Belgische Golf Federatie.

## Geschiedenis
Jo Wegloop, Ronald 'Léon' Krochmal en Benoit Frajermauer kwamen eind jaren 70 van de vorige eeuw met het voorstel voor de oprichting van een open golfclub, toegankelijk voor iedereen. Deze club kwam er in 1981 als de Antwerp International Golf & Country Club Rinkven VZW dankzij o.a. Benoit Frajermauer, Ronald Krochmal, Gustaaf Cleiren, Marc De Cleene en Frans Keppens. 
Tot op het heden zijn er al grote internationale toernooien op Rinkven gespeeld waaronder wedstrijden van de Ladies European Tour, European Golf Association en Europese PGA Tour. Wellicht de bekendste wedstrijden zijn de Belgian knockout en de Soudal Open. 

## De Golfbanen
De golfbaan van Rinkven International Golfclub ligt in de bosrijke omgeving van de voorkempen nabij Antwerpen. De eerste 18-holes werden in 1981 ontworpen en aangelegd door golfbaanarchitect baron Paul Rolin. Nadien werden er nog negen holes bij geplaatst en in 2006 kreeg de club haar laatste negen holes, zodat Rinkven GC nu beschikt over twee 18 holesbanen, die de North Course(Championship Course) en de South Course(Old Course) genoemd worden. De banen hebben een verschillende totale par rondes, North Course heeft een par 71 en de South Course heeft een par 72. Het gekende Engelse golfarchitectenbureau Hawtree heeft de terreinen onder de arm genomen om de twee 18-holesbanen een upgrade te geven, zodat ze helemaal voldoen aan de hedendaagse normen voor championship courses.  
De Soudal Course is een combinatie van deze twee banen, nl. hole 1 van de SC gevolgd door de back-nine SC(zonder hole 10) en back-nine NC. Deze wordt doorgaans gespeeld op de "Soudal Open" een toernooi op DP World Tour/European Tour, dit maakt dat Rinkven een Tour venue is. 

## Kampioenschappen
Op Rinkven hebben allerlei kampioenschappen plaatsgevonden, zowel voor amateurs als voor professionals, o.a.:
| Wedstrijd                                  | Parcour                | Datum                      | WInnaar | Score     | Score     | Opmerkingen                                      |
| ------------------------------------------ | ---------------------- | -------------------------- | --- | --------- | --------- | ------------------------------------------------ |
| European Amateur Championship              | Yellow & White courses | 17-20 augustus 2005 (18th) | Marius Thorp                                                                                                | 280       | -8        | [ 1 ]                                            |
| PGA Kampioenschap                          | Championship           | 2008                       | Gerald Gresse                                                                                               |           |           |                                                  |
| Omnium van België                          | Championship           | 2009                       | Heren (pro): Benjamin Hebert Heren (am): Christopher Mivis Dames (pro): Ellen Smets Dames (am): Alicia Good |           |           |                                                  |
| Telenet Trophy                             | Championship           | 27-30 mei 2010             | Lee Slattery                                                                                                | 267       | -21       |                                                  |
| Royal Belgian Golf Federation LETAS Trophy | Old                    | 17-19 juli 2014            | Isabella Ramsay                                                                                             | 209       | -7        |                                                  |
| Royal Belgian Golf Federation LETAS Trophy | Old                    | 16-18 juli 2015            | Natalia Escuriola                                                                                           | 205       | -11       |                                                  |
| Belgian Knockout                           | BKO Course             | 17-20 mei 2018             | Adrián Otaegui                                                                                              | 2 strokes | 2 strokes | over Benjamin Hébert                             |
| Belgian Knockout                           | BKO Course             | 30 mei - 2 juni 2019       | Guido Migliozzi                                                                                             | 4 strokes | 4 strokes | over Darius van Driel                            |
| Soudal Open                                | Soudal Course          | 12–15 mei 2022             | Sam Horsfield                                                                                               | 271       | -13       |                                                  |
| Soudal Open                                | Soudal Course          | 11 - 14 mei 2023           | Simon Forsström                                                                                             | 267       | -17       |                                                  |
| Soudal Open                                | Soudal Course          | 23–26 mei 2024             | Nacho Elvira                                                                                                | 266       | -18       |                                                  |
| Soudal Open                                | Soudal Course          | 22-25 mei 2025             | Kristoffer Reitan                                                                                           | 271       | -13       | play-off win over Ewen Ferguson Darius van Driel |